# Emilia Elías Herrando
Emilia Elías Herrando (Madrid, 2 de octubre de 1898-Ciudad de México, 1976) fue una maestra y pedagoga española nacionalizada mexicana.

## Trayectoria
Casada con Antonio Ballesteros Usano, tuvieron dos hijas, Encarnación y Emilia, y un hijo, Antonio. Tras la guerra se exiliaron a México formando parte de la primera expedición de republicanos españoles, de la que los maestros fueron parte sustancial de la expedición, que se llevó a cabo a bordo del barco llamado Sinaia.
Al principio de su carrera profesional fue directora de la Escuela Normal de Gerona. Consiguió, al mismo tiempo que su entonces novio, Antonio Ballesteros Usano, plaza en Segovia, lo cual le permitió casarse y tener su familia.
Opositó para poder tener trabajo en Madrid, donde fue nombrada directora de la Normal núm. 2.
Durante la guerra civil y como consecuencia de la ausencia de muchos de los directivos (que estaban en el frente), la Federación Española de Trabajadores de la Enseñanza (FETE) reorganizó su dirección en el pleno ampliado del Comité Nacional de junio de 1937 con la incorporación de dos mujeres: Emilia Elías Herrando y Amparo Ruíz González, esta última como Secretaria Adjunta de Prensa y Propaganda.
Fue secretaria General del comité nacional de la Asociación de Mujeres Antifascistas (AMA ) desde 1937, formando parte del consejo de administración de la revista Mujeres, órgano oficial de AMA.
Una vez en México ayudó en la formación de profesores, junto con su marido. Además continuó con su activismo feminista formando parte del comité español de colaboración con el Congreso Mundial de Mujeres (única organización íntegramente femenina en el exilio, que luchaban contra el fascismo, como lo hicieron durante la guerra civil española), en el que figuraban entre otras, Trinidad Arroyo, Veneranda García Manzano y Matilde Cantos.
Era miembro de la comisión de Mujeres del Comité Central del Partido Comunista y formó parte de la Unión de Mujeres Españolas (UME), fundada en México tras el Congreso Mundial Femenino en París en noviembre de 1945 a partir de la unión del Grupo Femenino Español Mariana Pineda y las Mujeres Antifascistas Españolas. Parte del comité Nacional del UME coincidía con el AMA. También fue parte de la Federación Democrática Internacional de Mujeres (FDMI) junto a Veneranda Manzano y Encarnación Fuyola, entre otras.
Fue traductora de textos de importantes representantes de la Escuela Nueva como Deschamps, Carrier y Decroly.  Su obra Problemas Educativos Actuales, fue una obra pensada y destinada a lectores mexicanos. Aunque deudora de su trayectoria en España, con ella Elías plantea los nuevos problemas educativos surgidos en la sociedad mexicana, inmersa en un proceso de industrialización producto de la Guerra Fría.

## Obra
A lo largo de su trayectoria profesional también escribió ensayos entre ellos:
- Por qué luchamos las mujeres antifascistas.  Emilia Elías Herrando, 1937.[14]
- La ciencia de la educación, México, 1972, Patria, Elías De Ballesteros, Emilia
- Educación Comparada, Patria, México, 1973, Elías De Ballesteros, Emilia [15]

- La educación de los adolescentes. Edit. Patria. México, 1979. (En este texto fue coautor Antonio Ballesteros Usano).[3]

- La educación de los adolescentes. Emilia Elías Herrando, 1976.[14]
- Problemas educativos actuales. Elías de Ballesteros, Emilia. Editorial Biblioteca Nueva. Colección: Memoria y Crítica de la Educación. Clásicos. 198 pág. Madrid. España. 2017.[16]